# برون سميث
برون سميث (13 مارس 1922 في نيوزيلندا - 6 يوليو 1997 بكرايستشرش في نيوزيلندا) (بالإنجليزية: Brun Smith)‏ هو لاعب كريكت نيوزلندي. شارك مع منتخب نيوزيلندا الوطني للكريكت.

## وصلات خارجية
- برون سميث على موقع إي آس بي آن كريك إنفو (الإنجليزية)